# Tossa d'Er
La Tossa d'Er és una muntanya de 2.342,8 metres que es troba entre les comunes d'Er i de Llo totes dues a l'Alta Cerdanya, de la Catalunya del Nord.
És a la zona est del terme d'Er i a l'oest del de Llo, al sud del Coll i del Pic de Segalera. En el seu vessant nord-est es troba el Bosc Comunal de Llo i al davant seu, a l'altra banda de la vall de la Ribera d'Er, el Bosc Comunal d'Er.
La Tossa d'Er és un indret present en les rutes d'excursionisme a peu, en esquís o en bicicleta de muntanya de la zona dels Puigmal.